# Marina Berlusconi
Pour les articles homonymes, voir Berlusconi (homonymie).
Maria Elvira, dite Marina, Berlusconi (née le 10 août 1966 à Milan) est une femme d'affaires italienne, présidente de Fininvest et du groupe Arnoldo Mondadori Editore.
Elle est la fille de l'homme d'affaires et homme politique Silvio Berlusconi et de sa première épouse, Carla Elvira Dall'Oglio.

## Biographie
Marina Berlusconi n'est pas scolarisée à l'école primaire, son père craignant qu'elle ne soit enlevée par l'Anonima sequestri, comme le furent plusieurs enfants dans les années 1970. Elle va ensuite dans un lycée de Monza (Lombardie), le quittant cependant après le divorce de ses parents et de l'officialisation de la relation de Silvio Berlusconi avec Veronica Lario. Elle vit un temps en Angleterre, y étant vendeuse. Elle commence des études à l’Université de Milan sans les terminer, comme son frère Pier Silvio Berlusconi.
Elle s'est intéressée depuis sa jeunesse aux affaires, y accomplissant plusieurs stages pendant ses vacances. Elle a suivi des études de droit et sciences politiques, sans obtenir de diplôme. Entrée dans le groupe à l'âge de 25 ans, elle est longtemps vice-présidence de la holding de son père, la Fininvest (plus de 5 milliards d'euros de chiffre d'affaires en 2004). Elle est devenue présidente de l'éditeur Mondadori en 2003, puis a accédé à la présidence de la Fininvest le 5 octobre 2005, succédant à Aldo Bonomo. Surnommée « la princesse de fer » ou la « tsarine », elle a développé le groupe, dont elle détient en propre 7,5 % du capital, en le recentrant sur les médias.
En 2007, elle est classée comme la 33e femme la plus puissante au monde par le magazine Forbes et régulièrement comme la plus puissante d'Italie.
Le 24 juillet 2012, elle est entendue par des magistrats dans le cadre de l'enquête sur les liens présumés de Silvio Berlusconi avec un sénateur lié à la mafia.
Elle est parfois évoquée comme une possible successeur politique de son père, bien qu'elle réfute cette hypothèse.

## Vie privée
Elle a longtemps été en couple avec Giulio Tassera, un barman rencontré aux Bermudes. En 2008, elle se marie avec le danseur étoile Maurizio Vanadia ; ils ont deux enfants.

## Dans les médias et la culture populaire
En 2018, elle apparaît sous les traits de Elena Sofia Ricci dans le film biographique Silvio et les Autres.